# バターライス
バターライスは、米とバターを使った料理。米をバターで炒めてから炊く、米を炊く際にバターを一緒に炊き込む、炊き上がった飯をバターで炒める、飯にバターを混ぜ込むといった調理法がある。日本だけでなく、世界的に広がっている調理法である。

## 料理法
米とバターを一緒に炊き込む場合
米とバター、それに加えブイヨンやローリエなどの香辛料を加え、炊き込む。
米をバターで炒めてから炊く場合
米をバターで炒め、それにブイヨンやローリエなどの香辛料を加え、炊き込む。
米を炊いてからバターで炒める場合
炊き上がった白飯をバターで炒める。その際、ブイヨンなどを加える。
飯にバターを加える場合（バターご飯）
炊き上がった飯にバターを加え、好みの調味料で味を調える。

## 概要
基本的に、バターライスを単独で食べることはほとんどなく、何らかの料理と一緒に食べるのが普通である。日本では、カレーライス、ビーフストロガノフなどとともに食べることが多い。またホワイトソース系のオムライスにも使われる。
また、北方先住民族の間では、古来から十分な脂肪分を補給するためにバターライス（広い意味での）を用いていたという説もある。この場合、米に炊き込むのはバターに限られず、トナカイの油やクジラの油などが用いられた。